# Malentouen
Malentouen (ou Malantouen) est une commune du Cameroun située dans la région de l'Ouest et le département du Noun.
Créée comme district en 1966 par le décret no 66/DF/290 du 18 juin 1966, Malentouen a été érigée en arrondissement en 1979 par le décret no 79/469 du 14 novembre 1979.

## Population
Lors du recensement de 2005, la commune comptait 45 121 habitants, dont 11 661 pour Malentouen Ville.

## Organisation
Outre la ville de Malentouen, la commune comprend les villages suivants :
- Koutoukpa
- Machu
- Mafouatié
- Magham
- Mahoua
- Makoutam
- Malien
- Mamatié
- Mambicham
- Manbouombouo
- Mandinga Plateau
- Manguiembou
- Manje Koutou
- Manjouom
- Mankoutmbou
- Mantoum Village
- Mapkwa
- Mapou-Njipoute
- Mara
- Marapndoum
- Matachom
- Matambouom
- Matiapon
- Matoupou